# 安寧河
安寧河（あんねい-が）は、中華人民共和国四川省西部を流れる川の一つで、長江水系に属する雅礱江の支流。古名は「孫水」、「長河」、「白沙江」、「長江水」など。
ミニヤコンカ（貢嘎山）の南麓、四川省涼山イ族自治州冕寧県菩薩崗地区に発する。南へ流れ、冤寧県、西昌市、徳昌県、攀枝花市米易県を流れ、大坪地で雅礱江に合流する。冤寧までが上流、冤寧から徳昌までが中流、徳昌以下が下流である。上流から下流まで、水運には適さない。
全長は320キロメートル、流域面積は11,000平方キロメートル。支流には孫水河、茨達河、錦川河、楠木河がある。流域の地層には安寧河断裂帯という断層がある。